# Mount Launoit
Mount Launoit (französisch Mont de Launoit) ist ein 2470 m hoher Berg im ostantarktischen Königin-Maud-Land. Er ragt zwischen Mount Brouwer und Mount Imbert in den Belgica Mountains auf.
Teilnehmer der Belgischen Antarktis-Expedition 1957/58 unter Gaston de Gerlache de Gomery (1919–2006) entdeckten ihn. Namensgeber ist der belgische Unternehmer Paul Auguste Cyrille de Launoit (1891–1981), ein Sponsor der Forschungsreise.